# Gnistängstunneln
Gnistängstunneln är en del av Västerleden. Den byggdes 1978 och ligger i Västra Frölunda  i västra Göteborg. Den är med sina 712 meter en av Sveriges längre vägtunnlar. Trafikmängden är cirka 55 000 fordon per dygn.
Tunneln har två separata rör med två körfält i vardera. Från början byggdes den som ett enda rör, men under sommaren 1996 byggdes en betongvägg för att separera rören. På grund av ökande trafikmängd och bilköer orsakade den tidigare lösningen med ett gemensamt rör problem med stillastående luft och ansamling av avgaser i tunneln, trots att ett omfattande fläktsystem skulle motverka sådana problem.
De båda bergen, öster respektive norr om tunneln heter Ekebäcksberget respektive Korseberget. De senaste åren har Gnistängstunneln renoverats, med bland annat uppgraderade brandsäkerhetssystem. Det är den enda av Göteborgs större vägtunnlar som tillåter farligt gods, eftersom det inte finns huvudvägar utan tunnel mellan Göteborgs hamn och E6 söder om Göta älv.
Hastighetskameror installerades 2018. Liksom i Lundbytunneln är de av en tunnelanpassad modell som inte syns bra. Gnistängstunneln var 2020 på fjärde plats i landet vad gäller antal fällningar för fortkörning.

## Historia
Namnet kommer från den äng som ligger nordväst om tunnelns norra mynning. "Gnist" kommer från Gnistsändare, en tidig typ av radiosändare. I området uppförde Marinförvaltningen 1911 "Nya Varfvets trådlösa telegrafstation", vilket redan året efter ändrades till "Göteborgs Gnisttelegrafstation" och då även öppnades för "allmän korrespondens". År 1916 kom stationen att heta Göteborg radio, en station för radiokommunikation med fartyg till sjöss. Stationen var i bruk till 1948, då den flyttades till Vallda i Halland. Under tidigt 1800-tal fanns här en optisk telegrafstation, vilken troligtvis föregicks av en vårdkase.
Fram till 1994 hade vägen många trafikljus, bland annat alldeles utanför tunneln. Hagenmotet och Gnistängsmotet heter de trafikplatser som ligger närmast tunneln och som invigdes 1 december 1994.

## Koordinater för tunnelmynningarna
- 57°40′30.0″N 11°53′42.9″Ö / 57.675000°N 11.895250°Ö
- 57°40′9.4″N 11°53′25.8″Ö / 57.669278°N 11.890500°Ö

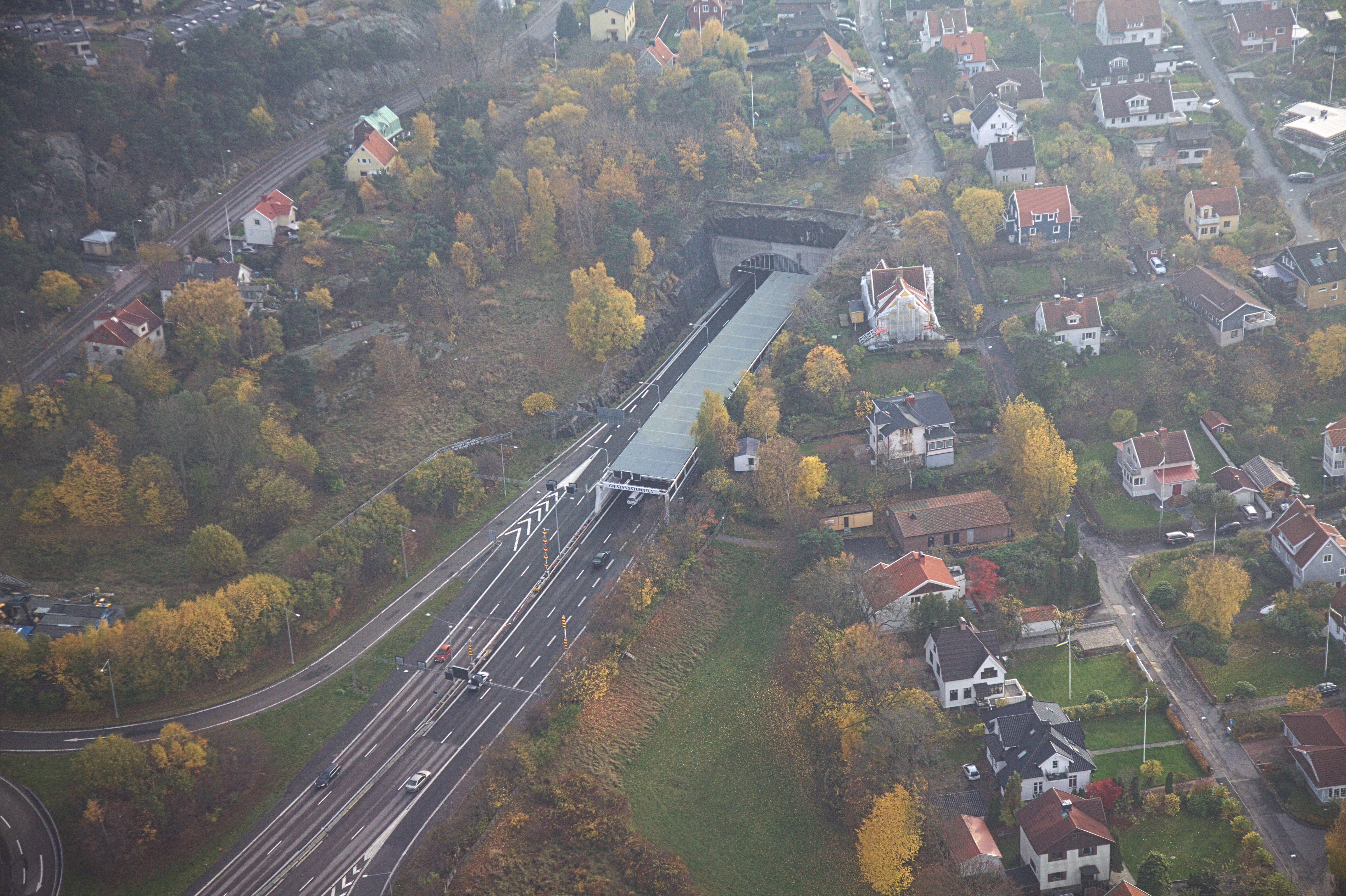
Gnistängstunnelns norra mynning sedd från helikopter

Länkarna leder till kart- och satellitbildsajter.